# Marcha 35 km
Marcha de 35 km é uma modalidade da marcha atlética no atletismo disputada por homens e mulheres, em ruas e estradas, na distância de 35 quilômetros. Os atletas precisam manter contato permanente com o chão e a perna de apoio deve permanecer reta até que a perna que se levanta e perde contato com o solo para dar o passo, a ultrapasse.
A prova foi introduzida no atletismo internacional no ano de 2022, em substituição à distância de 50 km, tradicionalmente disputada por homens em torneios globais como os Jogos Olímpicos – desde Los Angeles 1932 – e no Campeonato Mundial de Atletismo, desde sua primeira edição em Helsinque 1983. A distância dos 50 km passou a ser uma modalidade disputada por mulheres em torneios globais apenas em 2017. Em 2020, o Comitê Olímpico Internacional decidiu eliminar esta prova e substituí-la pela distância de 35 km, a ser disputada por homens e mulheres.
Foi disputada de maneira oficial pela primeira vez em um evento global no Campeonato Mundial de Atletismo de 2022, em Eugene, Estados Unidos. Os primeiros campeões mundiais foram a peruana Kimberly Garcia León e o italiano Massimo Stano. A marcha de 35 km ainda não foi disputada em Jogos Olímpicos.

## História
A marcha atlética foi uma criação britânica, dos séculos XVIII e XIX, onde os chamados footman cobriam grandes distâncias utilizando esta técnica. Entretanto, o homem que criou a modalidade como é conhecida hoje foi o norte-americano Edward Payson Wetson, que passou a maior parte da sua vida atravessando o continente americano marchando. Foi introduzida nos Jogos Olímpicos em Londres 1908, nas distâncias de 3500 m e 10 milhas, com alterações constantes nas distâncias percorridas de lá para cá.
Disputada oficialmente na distância de 50 km desde Los Angeles 1932 apenas no masculino, a distância de 20 km foi introduzida para homens nos Jogos Olímpicos de Melbourne 1956, onde participaram 21 atletas de 10 países e para mulheres em Sydney 2000. A partir de 2021 uma nova distância, de 35 km, já disputada extra-oficialmente em competições diversas, foi introduzida oficialmente em torneios globais, para homens e mulheres.

## Recordes
De acordo com a World Athletics.
Homens
| Recorde         | Tempo   | Atleta        | País   | Data         | Local     |
| Recorde mundial | 2:20:15 | Massimo Stano | Itália | 18 maio 2025 | Poděbrady |

Mulheres
| Recorde         | Tempo   | Atleta      | País    | Data         | Local     |
| Recorde mundial | 2:37:15 | María Pérez | Espanha | 21 maio 2023 | Poděbrady |

## Melhores marcas mundiais
As marcas abaixo são de acordo com a World Athletics.

### Homens
| Posição | Tempo   | Atleta            | País     | Data              | Local     |
| ------- | ------- | ----------------- | -------- | ----------------- | --------- |
| 1       | 2:20:43 | Massimo Stano     | Itália   | 18 maio 2025      | Poděbrady |
| 2       | 2:21:31 | Vladimir Kanaykin | Rússia   | 19 fevereiro 2006 | Sochi     |
| 3       | 2:21:40 | Evan Dunfee       | Canadá   | 22 março 2025     | Dudince   |
| 4       | 2:21:47 | Masatora Kawano   | Japão    | 27 outubro 2024   | Takahata  |
| 5       | 2:22:55 | He Xianghong      | China    | 4 março 2023      | Huangshan |
| 6       | 2:22:56 | Vasiliy Mizinov   | Rússia   | 24 fevereiro 2025 | Sochi     |
| 7       | 2:23:13 | Tomohiro Noda     | Japão    | 16 abril 2023     | Wajima    |
| 8       | 2:23:14 | Massimo Stano     | Itália   | 24 julho 2022     | Eugene    |
| 9       | 2:23:15 | Masatora Kawano   | Japão    | 24 julho 2022     | Eugene    |
| 10      | 2:23:21 | Christopher Linke | Alemanha | 18 maio 2025      | Poděbrady |

### Mulheres
| Posição | Tempo   | Atleta               | País    | Data              | Local       |
| ------- | ------- | -------------------- | ------- | ----------------- | ----------- |
| 1       | 2:37:11 | Klavdyia Afanasyeva  | Rússia  | 20 maio 2023      | Saransk     |
| 2       | 2:37:15 | María Pérez          | Espanha | 21 maio 2023      | Poděbrady   |
| 3       | 2:37:44 | Kimberly Garcia León | Peru    | 25 março 2023     | Dudince     |
| 4       | 2:37:46 | Margarita Nikiforova | Rússia  | 27 agosto 2022    | Chelyabinsk |
| 5       | 2:38:24 | Klavdyia Afanasyeva  | Rússia  | 18 fevereiro 2019 | Sochi       |
| 6       | 2:38:40 | María Pérez          | Espanha | 24 agosto 2023    | Budapeste   |
| 7       | 2:38:42 | Liu Hong             | China   | 16 abril 2023     | Wajima      |
| 8       | 2:38:49 | Margarita Nikiforova | Rússia  | 21 maio 2022      | Cheboksary  |
| 9       | 2:39:16 | María Pérez          | Espanha | 30 janeiro 2022   | Lepe        |
| 9       | 2:39:16 | Kimberly Garcia León | Peru    | 22 julho 2022     | Eugene      |

- A World Athletics reconhece a marca da russa Klavdyia Afanasyeva como a melhor de todos os tempos. Entretanto, como ela foi conquistada num torneio interno da Rússia sem a participação de no mínimo três juízes internacionais, condição para a homologação de um recorde internacional, ela não é reconhecida como recorde mundial oficial. Este recorde pertence oficialmente à espanhola María Pérez, dona da segunda melhor marca, conquistada no dia seguinte da marca russa.[9]

## Marcas da lusofonia
| País     | Masculino | Atleta      | Ano  | Local   | Feminino | Atleta         | Ano  | Local        |        |
| Brasil   | 2:25:14   | Caio Bonfim | 2022 | Eugene  | 2:44:40  | Viviane Lyra   | 2023 | Budapeste    | [ 10 ] |
| Portugal | 2:33:23   | João Vieira | 2022 | Dudince | 2:45:51  | Inês Henriques | 2018 | Porto de Mós | [ 11 ] |